# Urostachys pomperyanus
Urostachys pomperyanus là một loài thực vật có mạch trong Họ Thạch tùng. Loài này được (Herter) Herter miêu tả khoa học đầu tiên năm 1949.